# Vanhajärvi
Vanhajärvi är en sjö i Kiruna kommun i Lappland och ingår i Torneälvens huvudavrinningsområde. Sjön har en area på 0,0583 kvadratkilometer och ligger 352,9 meter över havet. Sjön avvattnas av vattendraget Erkinjoki.

## Delavrinningsområde
Vanhajärvi ingår i det delavrinningsområde (753808-171869) som SMHI kallar för Mynnar i Soutusjoki. Medelhöjden är 394 meter över havet och ytan är 10,25 kvadratkilometer. Det finns inga avrinningsområden uppströms utan avrinningsområdet är högsta punkten. Erkinjoki som avvattnar avrinningsområdet har biflödesordning 3, vilket innebär att vattnet flödar genom totalt 3 vattendrag innan det når havet efter 360 kilometer. Avrinningsområdet består mestadels av skog (99 procent). Avrinningsområdet har 0,15 kvadratkilometer vattenytor vilket ger det en sjöprocent på 1,5 procent.